# Comuna Krainie, Sakî
Krainie (în ucraineană Крайнє) este o comună în raionul Sakî, Republica Autonomă Crimeea, Ucraina, formată din satele Krainie (reședința), Trudove și Verșînne.

## Demografie
Componența lingvistică a comunei Krainie
     Rusă (43,51%)
     Tătară crimeeană (35,08%)
     Ucraineană (19,62%)
     Alte limbi (0,43%)
Conform recensământului din 2001, nu exista o limbă vorbită de majoritatea populației, aceasta fiind compusă din vorbitori de rusă (43,51%), tătară crimeeană (35,08%) și ucraineană (19,62%).